# جوش تود
جوش تود (بالإنجليزية: Josh Todd) (11 يونيو 1994 بكارلايل في المملكة المتحدة - ) هو لاعب كرة قدم بريطاني في مركز الوسط. لعب مع نادي كارلايل يونايتد ونادي ووركينغتون وAnnan Athletic F.C. ‏.

## وصلات خارجية
- جوش تود على موقع قاعدة بيانات كرة القدم.إي يو (الإنجليزية)
- جوش تود على موقع Soccerbase.com (لاعب) (الإنجليزية)